# Сарыкудук
Сарыкудук (каз. Сарықұдық) — село в Казталовском районе Западно-Казахстанской области Казахстана. Входит в состав Талдыапанского сельского округа. Код КАТО — 274859500.

## Население
В 1999 году население села составляло 545 человек (285 мужчин и 260 женщин). По данным переписи 2009 года, в селе проживали 342 человека (181 мужчина и 161 женщина).